# Ender Echenique
Ender Echenique Peña (ur. 2 kwietnia 2004 w Maracay) – wenezuelski piłkarz występujący na pozycji skrzydłowego, od 2023 roku zawodnik Caracas.